# 766-й штурмовой авиационный полк
766-й штурмово́й авиацио́нный Краснознаменный ордена Кутузова полк  — авиационная воинская часть ВВС РККА штурмовой авиации в Великой Отечественной войне.

## Наименования полка
- 2-й штурмовой авиационный полк[1];
- 766-й штурмовой авиационный полк[1];
- 766-й штурмовой авиационный Краснознаменный полк[1];
- 766-й штурмовой авиационный Краснознаменный ордена Кутузова полк[1].

## История и боевой путь полка

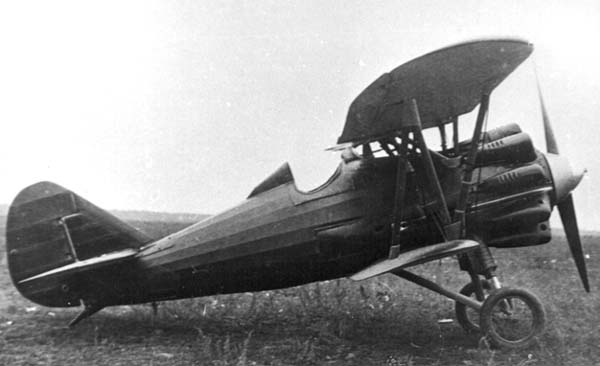
Самолет И-5 стоял на вооружении полка с момента формирования и использовался как штурмовик.

Полк сформирован в сентябре 1941 года в Крыму как 2-й штурмовой авиационный полк. В ВВС существовал к тому времени 2-й штурмовой авиационный полк, который базировался на Дальнем Востоке. При формировании в состав полка включен летный и технический состав из резервов фронта и списанные самолёты И-5, хранившиеся в ангарах Качинской авиашколы. Командиром полка назначен майор Г. И. Семенов. Летчики и механики полка сами восстанавливали разбитые И-5, собирая из двух-трех одну пригодную для полетов машину. К 10 октября 1941 года было собрано 32 самолёта.
С 5 октября полк вошел в состав ВВС 51-й армии, выполнявшей задачи по обороне Крыма. С 18 октября полк базировался на аэродроме под Симферополем, в боевом составе имел 16 исправных и 12 неисправных И-5. С 22 октября 1941 года полк участвует в поддержке обороняющихся войск с превосходящими силами противника на Ишуньских позициях, на Чонгарском, а затем на Керченском перешейках, с 30 октября 1941 года по 19 ноября 1941 года — главной военно-морской базы Черноморского флота — города Севастополь и подступах к Керченскому проливу.
Полк выполнял боевые задачи в составе ВВС 51-й армии, с 19 ноября 1941 года — ВВС 51-й отдельной армии. С 22 ноября армия — в составе Закавказского (с 30 декабря 1941 года — Кавказского) фронта.
В январе 1942 года полк выведен с фронта на переформирование, пополнение и перевооружение на Ил-2 в Чапаевск Куйбышевской области в состав 1-й запасной авиабригады. После перевооружения и переучивания на одноместные Ил-2 полк получил новое наименование — 766-й штурмовой авиационный полк. Приказом НКО СССР № 0085 от 07.05.1942 г. и Приказом Южному фронту № 00185 от 18.05.1942 г. полк вошел в состав формируемой в селе Ново-Астрахань Ворошиловградской области 230-й штурмовой авиационной дивизии в составе 4-й воздушной армии Южного фронта.
С 22 мая 1942 года полк в составе дивизии вступила в боевые действия в составе 4-й воздушной армии Южного фронта на изюм-барвенковском, миллеровском, каменск-шахтинском, ростовском-на-дону и ставропольском направлениях. Бомбардировочными и штурмовыми действиями уничтожала наступающие танковые и механизированные колонны, живую силу противника. Особенно активно действовала по аэродромам противника Артемовск, Константиновск и Сталино.
Боевые задачи полка состояли в действиях по переправам и скоплениям войск у переправ на участках Аксай — Николаевская, препятствовала переправе противника через Дон, задерживала части противника в районах Кагальницкая, Незамаевская, Гетмановская, Ворошиловск, Невинномысск, Вашпагир, Сергеевская, Пятигорск, Минеральные воды. 30 июня 1942 года полк выведен из состава дивизии и передан в состав авиации Резерва ВГК.
С 6 августа по 13 сентября 1942 года полк участвует в Сталинградской битве в составе 206-й штурмовой авиационной дивизии 8-й воздушной армии Сталинградского фронта. Полк вошел в состав дивизии в самый напряженный момент, когда противник выходил на р. Дон на рубеже Вертячий — Калач и на рубеже р. Аксай с юга и при дальнейшем продвижении к Сталинграду при усилении действий истребителей противника.
С 13 сентября 1942 года полк выведен из состава дивизии на пополнение. С августа 1943 года полк вошел в состав сформированной 211-й штурмовой авиационной дивизии 3-й воздушной армии Калининского фронта.
В составе дивизии полк прошел путь от Смоленска до Кёнигсберга, участвуя в Смоленской стратегической наступательной операции (Операция «Суворов»), Невельской, Городокской, Витебской операциях, в Белорусской стратегической наступательной операции (Операция «Багратион»), Прибалтийской и Восточно-Прусской стратегических наступательных операциях, в Ликвидации Курляндской группировки.
За отличия в боях полк был награждён орденом Красного Знамени и орденом Кутузова III степени. Окончил войну полк на аэродроме Лабиау в Восточной Пруссии.
В составе действующей армии полк находился с 1 сентября 1941 года по 2 января 1942 года как 2-й штурмовой авиаполк, с 22 мая по 30 июня и с 6 августа по 13 сентября 1942 года, с 29 декабря 1942 года по 15 апреля 1943 года, с 28 августа 1944 года по 9 мая 1945 года.
После войны полк входил в состав 211-й штурмовой авиационной дивизии 3-й воздушной армии Ленинградского фронта (с 24 июля 1945 года Ленинградского военного округа. С 1 января 1946 года полк вместе с дивизией вошли в состав 15-й воздушной армии Прибалтийского военного округа. 1 мая 1946 года полк был расформирован в составе дивизии на аэродроме Лабиау в Восточной Пруссии.

## Командиры полка
- майор	Г. И. Семенов	09.41
- майор, подполковник Двойных Иван Михайлович[8], 04.1943 — 04.1945
- майор Петров Василий Петрович, 04.1945

## В составе объединений
| Дата          | Фронт (округ)                                  | Армия                | Дивизия                             | Примечания |
| ------------- | ---------------------------------------------- | -------------------- | ----------------------------------- | ---------- |
| 01.09.1941 г. | Южный фронт                                    | ВВС фронта           |                                     |            |
| 22.09.1941 г. | Отдельные армии                                | 51-я армия           | ВВС 51-й армии                      |            |
| 01.11.1941 г. | Войска Крыма                                   | 51-я отдельная армия | ВВС 51-й отдельной армии            |            |
| 22.11.1941 г. | Закавказский фронт                             | 51-я отдельная армия | ВВС 51-й отдельной армии            |            |
| 30.12.1941 г. | Кавказский фронт                               | 51-я отдельная армия | ВВС 51-й отдельной армии            |            |
| 01.01.1942 г. | Приволжский военный округ                      | ВВС округа           | 1-я запасная авиационная бригада    |            |
| 01.01.1942 г. | Приволжский военный округ                      | ВВС округа           | 1-я запасная авиационная бригада    |            |
| 18.05.1942 г. | Южный фронт                                    | 4-я воздушная армия  | 230-я штурмовая авиационная дивизия |            |
| 30.06.1942 г. | Резерв Ставки ВГК                              |                      |                                     |            |
| 06.08.1942 г. | Сталинградский фронт                           | 8-я воздушная армия  | 206-я штурмовая авиационная дивизия |            |
| 13.09.1942 г. | Приволжский военный округ                      | ВВС округа           | 1-я запасная авиационная бригада    |            |
| 08.05.1943 г. | Калининский фронт                              | 3-я воздушная армия  | 211-я штурмовая авиационная дивизия |            |
| 20.10.1943 г. | 1-й Прибалтийский фронт                        | 3-я воздушная армия  | 211-я штурмовая авиационная дивизия |            |
| 24.02.1945 г. | 3-й Белорусский фронт Земландская группа войск | 3-я воздушная армия  | 211-я штурмовая авиационная дивизия |            |
| 02.04.1945 г. | 3-й Белорусский фронт                          | 3-я воздушная армия  | 211-я штурмовая авиационная дивизия |            |
| 07.05.1945 г. | Ленинградский фронт                            | 3-я воздушная армия  | 211-я штурмовая авиационная дивизия |            |
| 09.05.1945 г. | Ленинградский фронт                            | 3-я воздушная армия  | 211-я штурмовая авиационная дивизия |            |
| 24.07.1945 г. | Ленинградский военный округ                    | 3-я воздушная армия  | 211-я штурмовая авиационная дивизия |            |
| 01.01.1946 г. | Прибалтийский военный округ                    | 15-я воздушная армия | 211-я штурмовая авиационная дивизия |            |
| 20.02.1949 г. | Прибалтийский военный округ                    | 30-я воздушная армия | 211-я штурмовая авиационная дивизия |            |
| 01.07.1956 г. | Прибалтийский военный округ                    | 30-я воздушная армия | 211-я штурмовая авиационная дивизия |            |

## Участие в операциях и битвах

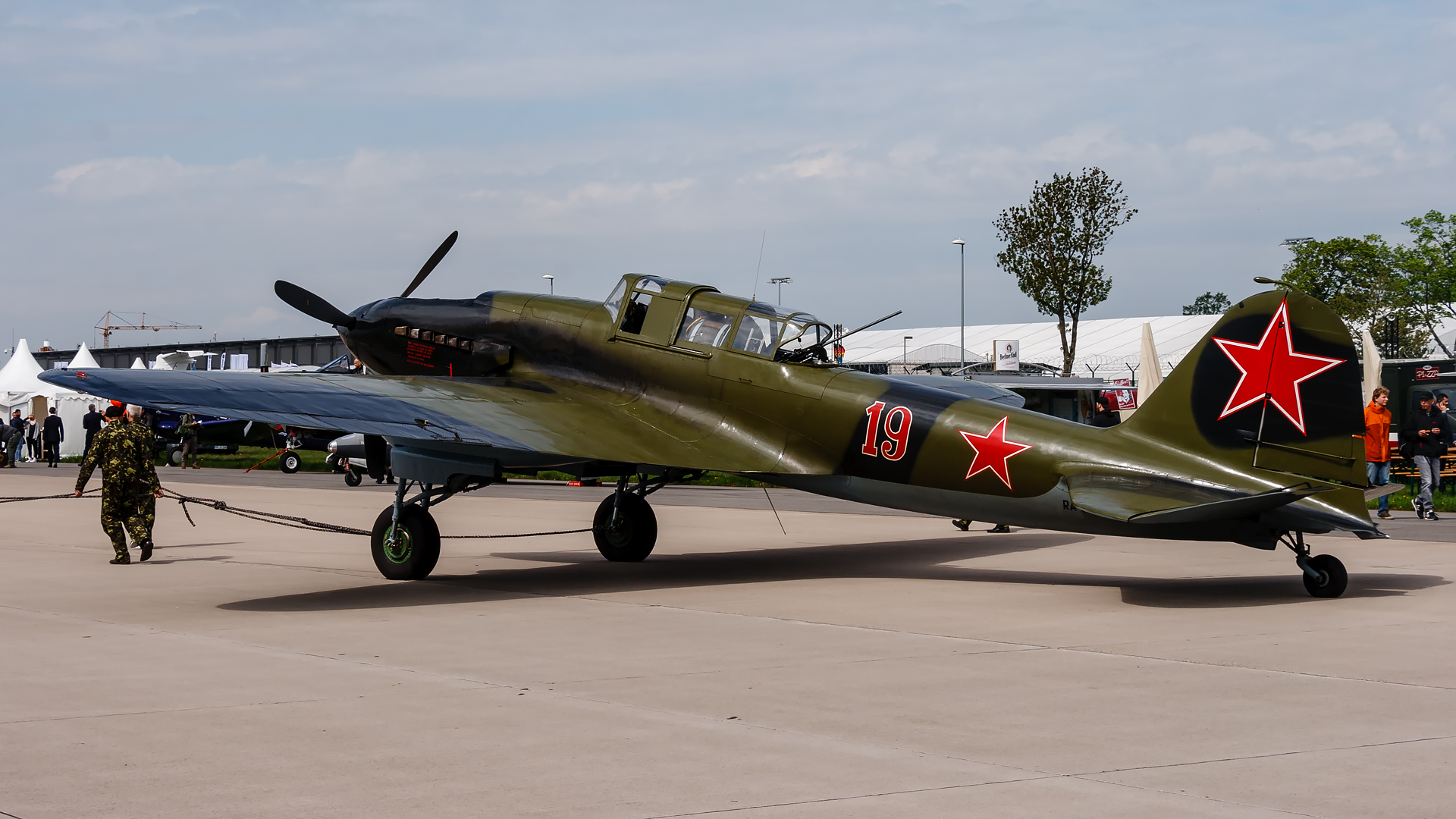
Конструкторы называли разработанный ими штурмовик Ил-2 «летающим танком», пилоты-истребители люфтваффе прозвали его «бетонным самолётом» (нем. Betonflugzeug), солдаты вермахта называли его «чумой» (нем. Schwarzer Tod, дословно: «чёрная смерть»).

- Крымская оборонительная операция - 5 октября по 31 декабря 1941 года.
- Харьковская операция — с 22 мая 1942 года по 29 мая 1942 года.
- Воронежско-Ворошиловградская операция — с 28 июня по 30 июня 1942 года.
- Сталинградская битва - 8 августа по 13 сентября 1942 года.
- Смоленская стратегическая наступательная операция (Операция «Суворов»)
  - Духовщинско-Демидовская наступательная операция — с 14 сентября по 2 октября 1943 года.
- Невельская наступательная операция — с 6 октября 1943 года по конец октября 1943 года.
- Городокская операция — с 13 октября по 30 декабря 1943 года.
- Витебская наступательная операция — с 3 февраля по 13 марта 1944 года.
- Белорусская стратегическая наступательная операция (Операция «Багратион»)
  - Витебско-Оршанская наступательная операция — с 23 по 28 июня 1944 года.
  - Полоцкая наступательная операция — с 24 по 29 июня 1944 года.
  - Шяуляйская наступательная операция — с 5 по 31 июля 1944 года.
- Прибалтийская стратегическая наступательная операция
  - Рижская наступательная операция — с 14 сентября по 21 октября 1944 года.
  - Мемельская наступательная операция — с 5 по 22 октября 1944 года.
- Восточно-Прусская стратегическая наступательная операция
  - Инстербургско-Кёнигсбергская наступательная операция — с 14 по 26 января 1945 года
  - Млавско-Эльбингская наступательная операция — с 14 по 26 января 1945 года
  - Растенбургско-Хейльсбергская наступательная операция — с 27 января по 12 марта 1945 года.
  - Браунсбергская наступательная операция — с 13 по 22 марта 1945 года.
  - Штурм Кёнигсберга — с 6 по 9 апреля 1945 года.
  - Земландская наступательная операция — с 13 по 25 апреля 1945 года.
- Ликвидация Курляндской группировки — с 7 по 9 мая 1945 года.

## Награды
- 766-й штурмовой авиационный полк за образцовое выполнение заданий командования в боях с немецкими захватчиками при прорыве обороны противника северо-западнее и юго-западнее Шауляй (Шавли) и проявленные при этом доблесть и мужество Указом Президиума Верховного Совета СССР от 31 октября 1944 года награждён орденом «Красного Знамени»[9].
- 766-й штурмовой авиационный Краснознамённый полк за образцовое выполнение заданий командования в боях с немецкими захватчиками при овладении городом и крепостью Пиллау и проявленные при этом доблесть и мужество Указом Президиума Верховного Совета СССР от 28 мая 1945 года награждён орденом «Кутузова III степени»[10].

## Благодарности Верховного Главнокомандующего
Воинам полка в составе 211-й штурмовой авиадивизии Верховным Главнокомандующим объявлены благодарности:
- За отличия в боях при овладении города Невель — крупным опорным пунктом и оперативно важным узлом коммуникаций немцев на северо-западном направлении[11]
- За прорыв сильно укреплённой обороны немцев к югу от города Невель[12]
- За овладение городом и важным железнодорожным узлом Полоцк — мощным укреплённым районом обороны немцев, прикрывающим направление на Двинск[13]
- За овладение городом Елгава (Митава) — основным узлом коммуникаций, связывающим Прибалтику с Восточной Пруссией[14]
- За прорыв глубоко эшелонированной обороны противника юго-восточнее города Рига, овладении важными опорными пунктами обороны немцев — Бауска, Иецава, Вецмуйжа и на реке Западная Двина — Яунелгава и Текава, а также занятии более 2000 других населённых пунктов[15]
- За прорыв обороны противника северо-западнее и юго-западнее города Шяуляй и овладении важными опорными пунктами обороны немцев Телыпай, Плунгяны, Мажейкяй, Тришкяй, Тиркшляй, Седа, Ворни, Кельмы, а также овладении более 2000 других населённых пунктов[16]
- За отличие в боях при овладении городом Хайлигенбайль — последним опорным пунктом обороны немцев на побережье залива Фриш-Гаф, юго-западнее Кёнигсберга[17].
- За отличие в боях при разгроме и завершении ликвидации окруженной восточно-прусской группы немецких войск юго-западнее Кёнигсберга[18].
- За овладение крепостью и главным городом Восточной Пруссии Кенигсберг — стратегически важным узлом обороны немцев на Балтийском море[19]
- За отличие в боях при овладении последним опорным пунктом обороны немцев на Земландском полуострове городом и крепостью Пиллау — крупным портом и военно-морской базой немцев на Балтийском море[20].

## Отличившиеся воины
- Гавриленко Леонтий Ильич, гвардии лейтенант, командир звена 167-го гвардейского штурмового авиационного Староконстантиновского полка 10-й гвардейской штурмовой авиационной дивизии 17-й воздушной армии 3-го Украинского фронта. Воевал в составе полка с декабря 1942 по апрель 1943 года. Указом Президиума Верховного Совета СССР от 29 июня 1945 года за образцовое выполнение боевых заданий командования на фронте борьбы с немецко-фашистским захватчиками и проявленные при этом мужество и героизм гвардии лейтенанту Гавриленко Леонтию Ильичу присвоено звание Героя Советского Союза с вручением ордена Ленина и медали «Золотая Звезда» (№ 7599).
- Ермилов Павел Александрович, старший лейтенант, заместитель командира эскадрильи 766-го штурмового авиаполка 211-й штурмовой авиадивизии 3-й воздушной армии 1-го Прибалтийского фронта Указом Президиума Верховного Совета СССР от 23 февраля 1945 года за образцовое выполнение боевых заданий командования на фронте борьбы с немецкими захватчиками и проявленные при этом отвагу и геройство присвоено звание Героя Советского Союза с вручением ордена Ленина и медали «Золотая Звезда».удостоен звания Герой Советского Союза. Золотая Звезда № 4176.
- Зайцев, Василий Георгиевич, старший лейтенант, командир эскадрильи 766-го штурмового авиаполка 211-й штурмовой авиадивизии 3-й воздушной армии 1-го Прибалтийского фронта Указом Президиума Верховного Совета СССР от 23 февраля 1945 года за образцовое выполнение боевых заданий командования на фронте борьбы с немецкими захватчиками и проявленные при этом отвагу и геройство присвоено звание Героя Советского Союза с вручением ордена Ленина и медали «Золотая Звезда» (№ 4177).
- Панов Анатолий Дмитриевич, лейтенант, заместитель командира эскадрильи 766-го штурмового авиаполка 211-й штурмовой авиадивизии 3-й воздушной армии 1-го Прибалтийского фронта за мужество и героизм, проявленные на фронте борьбы с немецко-фашистскими захватчиками, Указом Президиума Верховного Совета СССР от 23 февраля 1945 года лейтенанту Панову Анатолию Дмитриевичу присвоено звание Героя Советского Союза с вручением ордена Ленина и медали «Золотая Звезда» № 4175.
- Петров Василий Петрович, полковник в отставке, командир 766-го штурмового авиаполка 211-й штурмовой авиадивизии 3-й воздушной армии Указом Президента России от 24 ноября 1995 года удостоен звания Герой России.

## Память
В честь воинов полка, базировавшегося в период переформирования с 19 марта по 25 августа 1943 года на аэродроме Юркино (Талдом, Московская область) 18 августа 1983 года установлен обелиск. 25 августа 1943 года полк полным составом поднялся в небо над Юркином, Талдомом. С воздуха из пушек он послал прощальный салют гостеприимной талдомской земле. Все знали, что полк уходит не на парад — боевым порядком он шёл на фронт. Больше аэродром «Юркино» по прямому назначению не использовался. Теперь на его месте — совхозные поля.